# Patrick Gilmore (acteur)
Pour les articles homonymes, voir Patrick Gilmore.
Patrick Gilmore, né le 1er juin 1976, est un réalisateur et acteur canadien connu pour avoir joué le rôle de Dale Volker dans la série de science fiction Stargate Universe. Il a aussi été vu dans Battlestar Galactica et la série télévisée Eureka. Il est l'un des premiers acteurs à apparaître dans les trois séries télévisées Stargate, avec Richard Dean Anderson, Amanda Tapping, Michael Shanks, Ona Grauer et Gary Jones.

## Filmographie

### Film
- 2002 : 100 Days in the Jungle : Skunk (Steven Brent) (Téléfilm)
- 2004 : Family Sins : Scott Mathers (Téléfilm)
- 2004 : The Love Crimes of Gillian Guess : Policier #2, Angus (Téléfilm)
- 2005 : Devour : Deputy #1
- 2005 : Selling Innocence : Karl (Téléfilm)
- 2005 : Intelligence : Roy (Téléfilm)
- 2006 : Final Days of Planet Earth : Spence (Téléfilm)
- 2006 : The Sweet Easy : Brent (Téléfilm)
- 2007 : Mimzy, le messager du futur : Agent de la Task Force du FBI
- 2007 : L'Œil du danger : Deputy Mike Webb (Téléfilm)
- 2007 : Beneath : Randy
- 2008 : Shred : Lennox
- 2008 : Every Second Counts : Vet (Téléfilm)
- 2008 : Mariage par correspondance : Homesteader (Téléfilm)
- 2009 : The Masculine Mystique : Darcy
- 2009 : Trick 'r Treat : Bud le cameraman
- 2009 : What Goes Up : Hank Pelzman
- 2009 : 2012 : Officier des Communications de l'Arche
- 2009 : Year of the Carnivore : Todd
- 2009 : Living Out Loud : chanteur de Karaoke bourré (Téléfilm)
- 2009 : Messages Deleted : Kanter
- 2010 : Dear Mr. Gacy : Glen Phillips
- 2010 : 16 Vœux : Bob Jensen (Téléfilm)
- 2011 : Recoil : Kirby
- 2011 : Normal : Infirmier George (Téléfilm)
- 2011 : Sunflower Hour : Leslie Humphries
- 2012 : La Cabane dans les bois : Gardien de loup-garou
- 2013 : 12 Rounds 2: Reloaded : Simmons
- 2015 : No Men Beyond This Point

### Télévision
- 2001 : Mentors : Rocket (série TV) (1 épisode)
- 2003 : Tru Calling : Compte à rebours : Blonde (série TV) (1 épisode)
- 2004 : Coroner Da Vinci : Ned Partridge (série TV) (1 épisode)
- 2004 : Touching Evil : Donnie’s Brother-in-Law (série TV) (1 épisode)
- 2005 : Dead Zone : Doug Driscoll (série TV) (1 épisode)
- 2006 : Stargate SG-1 : Bernie Ackerman (série TV) (1 épisode)
- 2006 : Saved : Brian (série TV) (1 épisode)
- 2006-2007 : Intelligence : Roy (Récurrent) (série TV) (9 épisodes)
- 2007 : Eureka : Pete Puhlman (série TV) (1 épisode)
- 2007 : Le Diable et moi : Bobby Hartford (série TV) (1 épisode)
- 2007 : Supernatural : Ken Watson (série TV) (1 épisode)
- 2008 : Stargate Atlantis : Genii Soldier (série TV) (1 épisode)
- 2008 : Smallville : Chercheur (série TV) (1 épisode)
- 2009 : Battlestar Galactica : Rafferty (2 épisodes)
- 2009 : Stargate Universe : Dale Volker (Récurrent, 2009-2011)
- 2009 :Defying Gravity : Trent (série TV) (1 épisode)
- 2009 : Riese: Kingdom Falling : Trennan (Récurrent)
- 2010 : Shattered : Brian Summers (série TV) (1 épisode)
- 2010 : Fringe : Deputy Ferguson (série TV) (1 épisode)
- 2011 : Facing Kate : Douglas Pease (série TV) (1 épisode)
- 2011 : The Killing : Tom Drexler (Recurrent)
- 2012  : Les Portes du temps : Un nouveau monde : Blake (série TV) (1 épisode)
- 2014 : Arrow : Erlich Kelso (série TV) (1 épisode)
- 2016-2018 : Les Voyageurs du temps : David Mailer (série TV) (34 épisodes)
- 2020 : Good doctor : Murray Burns (série TV) (1 épisode)